# Pumpf

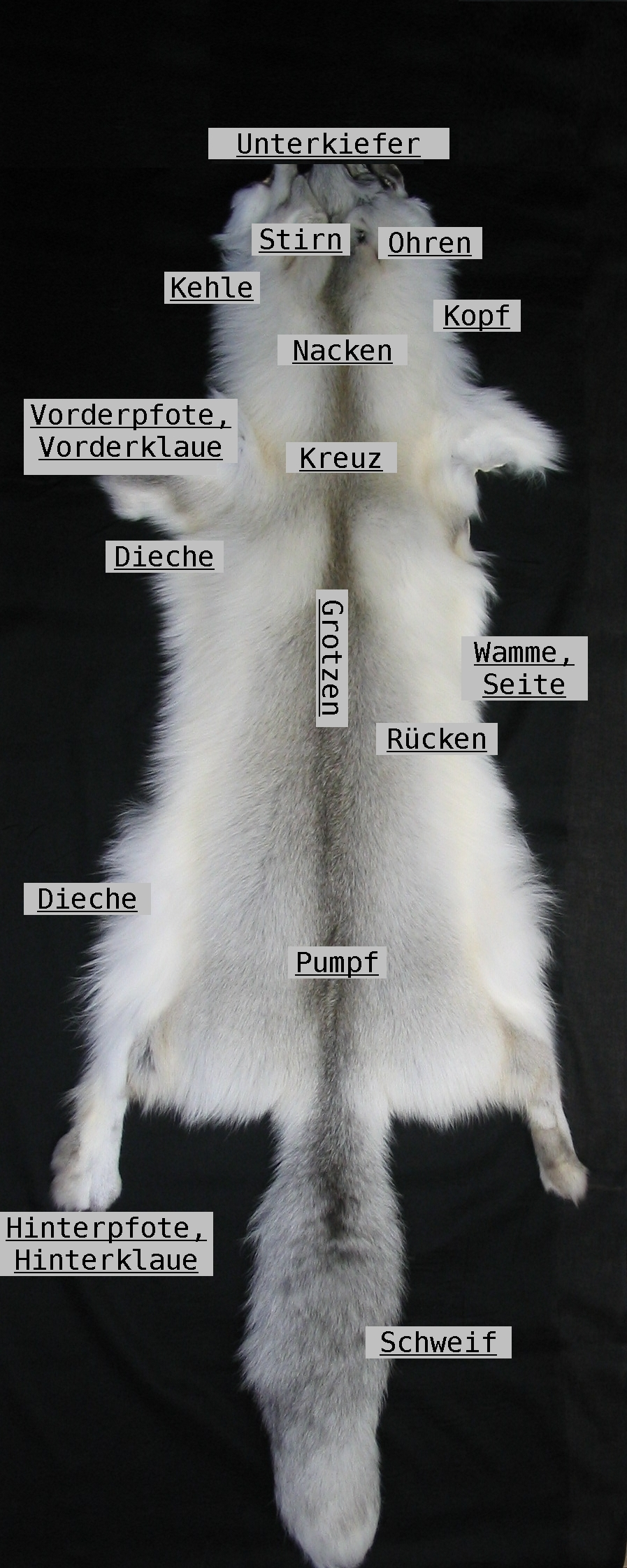
Bezeichnung der Fellteile anhand eines Fawnlight Fuchsfelles

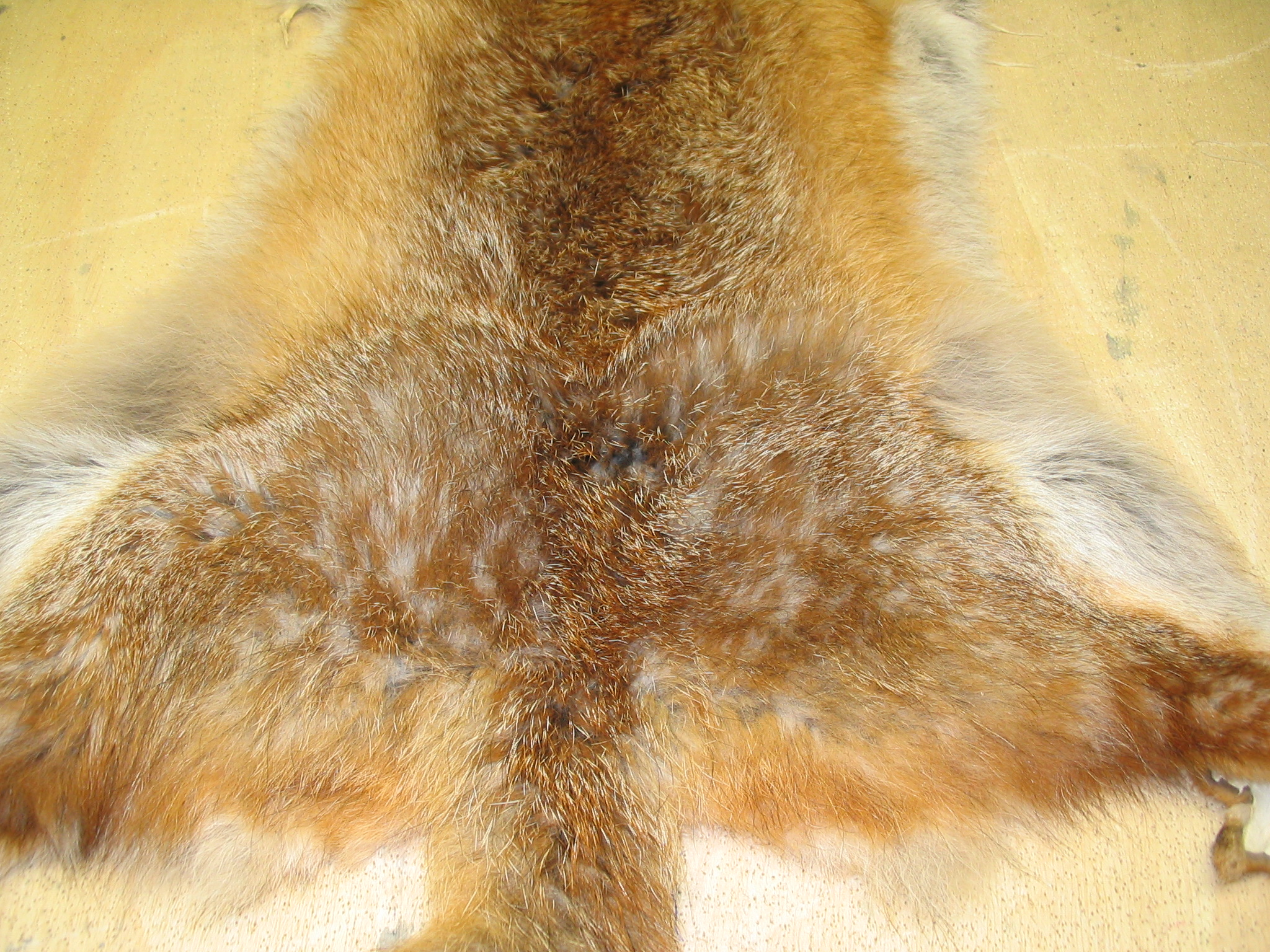
Aufgekämmter Pumpf eines im Unterhaar ungewöhnlich stark gefleckten Rotfuchsfells

Der Pumpf bezeichnet in der Pelzbranche den hintersten Rückenabschnitt eines Felles, vor dem Schweif, entgegengesetzt der Kopfpartie. Mit dem Pumpfteil, besser Rumpfteil, ist häufig das ganze Fellteil unterhalb der Fläche zwischen den Vorderpfoten, dem Kreuz, gemeint. Ableitungen sind unter anderem Pumpfstücken für die zu verwertenden Pelzreste der Fellverarbeitung oder der Pumpfschnitt bei der Herstellung von Pelzkolliers. Laut dem Wiener Kürschner Alexander Tuma jun. gibt es, neben den üblicherweise abfallenden Fellresten (Pfoten-, Schweif- und Kopfstücken), in der Kürschnerwerkstatt gewöhnlich nur eine Dreiteilung der Felle, und zwar in Kopf, Pumpf und Seiten. Zu ergänzen wäre dies vielleicht doch um den Rücken und das Kreuz, sowie die Wamme, als alternative Benennung der Fellseiten.
Das hintere Fellende, der Pumpf, erfordert bei der Verarbeitung oft eine gesonderte Behandlung. Häufig ist das Fell hier dichter und verfilzt (Fuchsfell), oder wird stellenweise flacher (Bisamfell), oder es verändert im allerletzten Bereich seine Farbe oder es ist „verpisst“.

## Verarbeitung
Die Verfilzung des Pumpfes beim Fuchsfell, das sogenannte „Wilde“, muss bei der Fellverarbeitung häufig abfallen. Insbesondere bei der so genannten „gestürzten“ Kragenverarbeitung, bei der der Haarschlag zur Kragenmitte verläuft, ergibt sich sonst eine unschöne Wulst. Um eine noch bessere Pumpfverbindung zu bekommen, wird zwischen die hier zusammenstoßenden Pümpfe, oder Pumpfhälften bei einem halbfelligen Kragen, ein Lederstreifen zwischengenäht. Dieser Galon mit einer der Haarlänge angepassten Breite verhindert die Kammbildung der zusammenstoßenden Haare.
Bei der Herstellung von Pelzkolliers, den Kragen in Tierform, dienen Pumpfschnitte dazu, die Hinterpfoten dichter an den Schweif und damit in eine parallele Linie mit dem Kollier zu bringen (Näheres zur Formveränderung durch Fellschnitte beziehungsweise Fellnähte siehe unter → Auslassen).
Das Bisamfell zeichnet sich dadurch aus, dass es in den Seiten des Pumpfes, den „Schlösschen“, durch dünner werdendes Oberhaar grauer und besonders kurzhaarig wird. Beim Zusammennähen der Felle zu Tafeln, zu sogenannten Bisamfuttern, wurden die Felle zu den Seiten hin deshalb „aufgetreten“. Dazu werden die kurzhaarigen Pumpfseiten soweit auf den anschließenden Kopf des nächsten Felles geschoben, dass sie das längere Kopfhaar abdecken und dann, so übereinandergelegt, festgenäht. Als gegen Ende des 20. Jahrhunderts wieder einmal samtige Pelze modern wurden und die Bisamtafeln zu „Samtbisam“ geschoren wurden, störten die aufgetretenen Ecken, es entstanden dort durch das Scheren hässliche Stellen. Da beim Scheren die Haarlängen ohnehin ausgeglichen werden, werden die Futter derzeit ohne Auftreten vorkonfektioniert.Stand 2017
Die eventuell bei der Verarbeitung abgefallenen Pumpfstücken werden zu Pumpfstückenbodys zusammengenäht, zum Beispiel auch die vom Bisamfell. Diese Pelzhalbfabrikate werden zu Pelzteilen weiter verarbeitet, hauptsächlich zu Pelzinnenfuttern. Hauptplatz der europäischen Pelzresteverwertung ist die griechische Provinz Kastoria mit den beiden Orten Kastoria und dem kleineren Siatista. Der griechische Name der Kürschner für den Pumpf ist „Founta“.
In einer Beschreibung des Kürschnerhandwerks eines Berliner Autors aus dem Jahr 1782 heißt es im Zusammenhang über die Herstellung einer Mardermuffe: „Zwey und zwey Paar zusammengesetzte Felle werden wieder dergestalt zusammengenehet, daß der Bumpf[!] des einen Paares, oder das Fell im Kreutz bis an die Lenden herunter, mit dem Kopf des nächsten Paares zusammenstößt, damit die Haare einerley Strich behalten.“ Auch erwähnt er, dass der Bumpf oder der Bauch (fälschlich) der Fehfelle, der sehr rauch (vollhaarig) ist, als Vorstoß für Frauenhandschuhe verwendet wurde.